# 태풍 산바 (2018년)

## 태풍의 진행

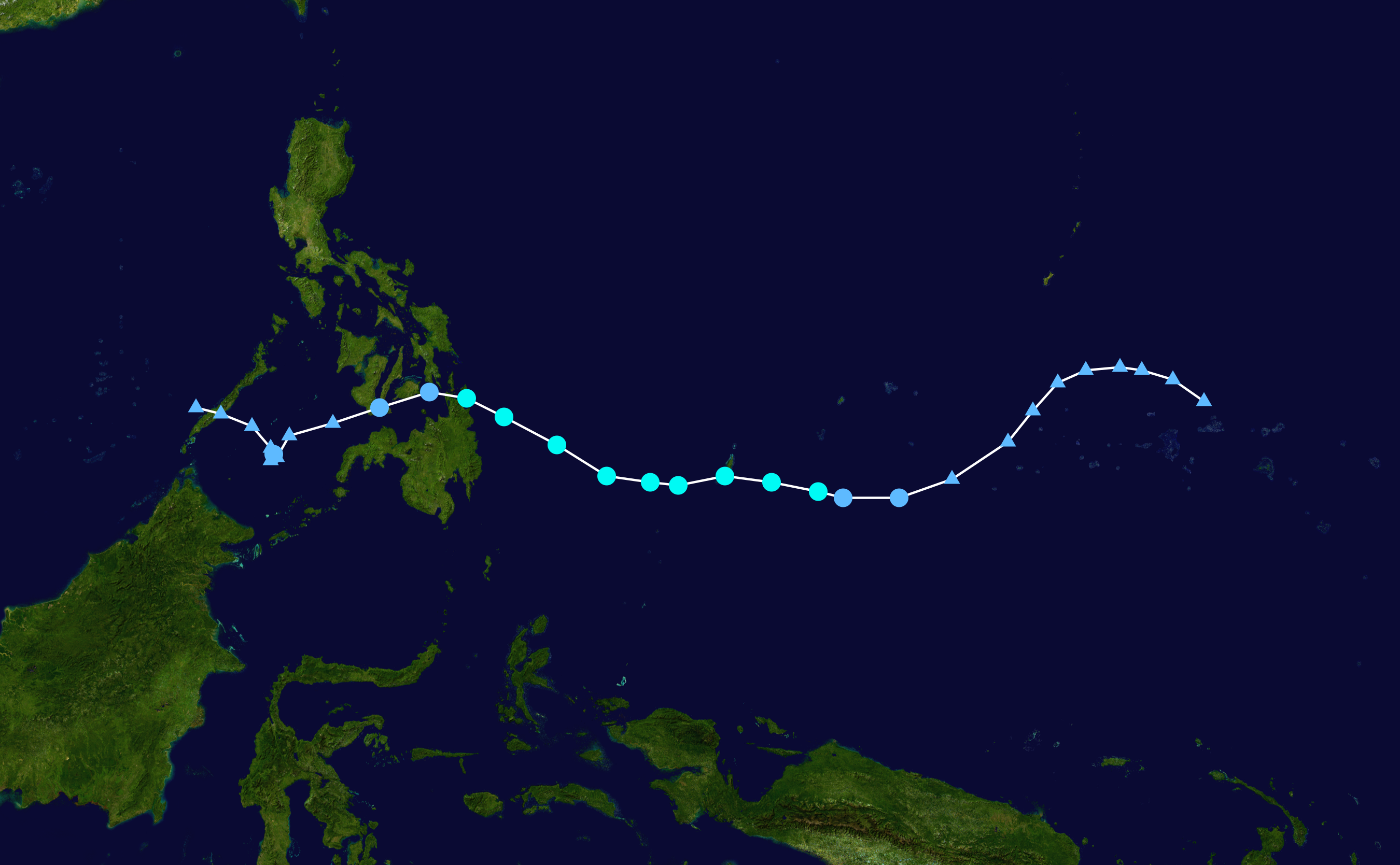
태풍 산바의 이동 경로

태풍 산바(태풍 번호: 1802, JTWC 지정 번호: 02W, 국제명:Sanba, 필리핀 기상청(PAGASA) 지정 이름:Basyang)는 2월 11일 오후 3시에 중심기압 1002hPa, 최대풍속 18m/s, 강풍 반경 280km(북쪽 반경), 크기 '소형'의 열대폭풍으로 팔라우 남동쪽 약 170km 부근 해상에서 발생하였다.(일본 기상청 태풍정보 속보치 기준) 발생 이후 추가 발달 없이, 서~서북서진하면서 필리핀 민다나오섬을 관통한 이후에는 서남서진하며 약화되어서 일본 기상청 기준으로는 2월 14일 오전 9시에 필리핀 세부 서남서쪽 약 440km 부근 해상에서 중심기압 1006hPa의 열대저압부로 소멸하였다. 한국 기상청 기준으로는 2월 15일 오전 9시에 필리핀 세부 서남서쪽 약 640km 부근 해상에서 중심기압 1004hPa의 열대저압부로 소멸하였다. 산바는 마카오에서 제출한 이름으로 마카오에 있는 지명 중 하나다.

## 같이 보기
- 2018년 태풍
- 2018년 북서태평양 열대저압부